# Ceyzérieu
Ceyzérieu är en kommun i departementet Ain i regionen Auvergne-Rhône-Alpes i östra Frankrike. Kommunen ligger  i kantonen Virieu-le-Grand som ligger i arrondissementet Belley. Kommunens areal är 19,72 km². År 2022 hade Ceyzérieu 1 028 invånare.

## Befolkningsutveckling
Antalet invånare i kommunen Ceyzérieu
Referens: INSEE